# Frank Ntilikina
Frank Bryan Ntilikina (Elsene, 28 juli 1998) is een Franse basketballer.

## Carrière
Ntilikina speelde in de jeugd van SIG Strasbourg voordat hij in 2015 zijn debuut maakte bij die ploeg. Hij speelde bij Straatsburg in de hoogste Franse competitie gedurende twee seizoenen. Hij werd in 2016 en 2017 uitgeroepen tot beste jongere in de Franse competitie. In 2017 stelde hij zich kandidaat voor de NBA-draft waarin hij werd gekozen als 8e in de eerste ronde door de New York Knicks. Hij geraakte meteen geblesseerd in de eerste training van het seizoen bij de Knicks. Hij maakte zijn debuut voor de Knicks op 19 oktober 2017 tegen de Oklahoma City Thunder. Hij speelde tijdens de Rising Stars Challenge tijdens de NBA All-Star Weekend van dat jaar voor Team World. Door meerder blessures in zijn tweede jaar kwam hij maar aan 43 wedstrijden en werd gezien als draftbust door verschillende commentatoren.
Ook in zijn derde jaar kon hij zich niet doorzetten, hij speelde wel 26 wedstrijden als starter maar kwam maar in de net iets meer dan de helft van de wedstrijden in actie. Hij verloor zijn positie in de rangorde aan Elfrid Payton. In de zomer van 2020 toen er in Amerika niet gespeeld kon worden door corona ging hij spelen in een zomercompetitie samengesteld met profspelers genaamd Amiral League. In het seizoen 2020/21 kwam hij maar 33 keer in actie en speelde amper vier keer in de basis waardoor hij geen nieuw contract kreeg van de Knicks. In september 2021 tekende hij een tweejarig contract bij de Dallas Mavericks ter waarde van 3,8 miljoen. Hij maakte zijn debuut voor de ploeg op 21 oktober 2021 tegen de Atlanta Hawks. Hij speelde uiteindelijk 58 wedstrijden waarvan 4 als starter. In de zomer van 2022 geraakte hij opnieuw gebleseerd waardoor hij niet met de nationale ploeg kon spelen in de kwalificaties voor het WK en EuroBasket.
Hij is sinds 2019 ook actief in de Franse nationale ploeg waarmee hij brons won op het wereldkampioenschap in 2019 en zilver op de uitgestelde Olympische Spelen van 2020.

## Erelijst
- Franse belofte van het jaar: 2016, 2017
- Olympische Spelen:  2020
- Wereldkampioenschap:  2019
- Chime Community Spotlight Award[9]

## Statistieken

### Reguliere seizoen
| Seizoen  | Team             | WG  | WS | MPW  | 2P%  | 3P%  | FW%  | RPW | APW | SPW | BPW | PPW |
| -------- | ---------------- | --- | -- | ---- | ---- | ---- | ---- | --- | --- | --- | --- | --- |
| 2017/18  | New York Knicks  | 78  | 9  | 21,9 | 36,4 | 31,8 | 72,1 | 2,3 | 3,2 | 0,8 | 0,2 | 5,9 |
| 2018/19  | New York Knicks  | 43  | 16 | 21,0 | 33,7 | 28,7 | 76,7 | 2,0 | 2,8 | 0,7 | 0,3 | 5,7 |
| 2019/20  | New York Knicks  | 57  | 26 | 20,8 | 39,3 | 32,1 | 86,4 | 2,1 | 3,0 | 0,9 | 0,3 | 6,3 |
| 2020/21  | New York Knicks  | 33  | 4  | 9,8  | 36,7 | 47,9 | 44,4 | 0,9 | 0,6 | 0,5 | 0,1 | 2,7 |
| 2021/22  | Dallas Mavericks | 58  | 5  | 11,8 | 39,9 | 34,2 | 96,0 | 1,4 | 1,2 | 0,5 | 0,1 | 4,1 |
| Carrière | Carrière         | 269 | 60 | 17,9 | 37,1 | 33,1 | 77,5 | 1,8 | 2,3 | 0,7 | 0,2 | 5,2 |

### Play-offs
| Seizoen  | Team             | WG | WS | MPW  | 2P%  | 3P%  | FW%   | RPW | APW | SPW | BPW | PPW |
| -------- | ---------------- | -- | -- | ---- | ---- | ---- | ----- | --- | --- | --- | --- | --- |
| 2020/21  | New York Knicks  | 3  | 0  | 1,3  | 0,0  | 0,0  | —     | 0,0 | 0,0 | 0,0 | 0,0 | 0,0 |
| 2021/22  | Dallas Mavericks | 12 | 0  | 10,3 | 33,3 | 30,0 | 100,0 | 1,0 | 0,8 | 0,7 | 0,1 | 1,9 |
| Carrière | Carrière         | 15 | 0  | 8,5  | 32,0 | 28,6 | 100,0 | 0,8 | 0,6 | 0,5 | 0,1 | 1,5 |